# Moltrasio
Moltrasio är en ort och kommun i provinsen Como i regionen Lombardiet i Italien. Kommunen hade 1 598 invånare (2018).